# Partito del Congresso Nazionale
Il Partito del Congresso Nazionale (in arabo حزب المؤتمر الوطني‎?, Ḥizb al-muʾtamar al-waṭanī) è stato un partito politico sudanese di orientamento islamista fondato nel 1992 a seguito della trasformazione dal Fronte Islamico Nazionale, che nel 1985 aveva perpetrato un colpo di Stato rovesciando il governo del Presidente Ja'far al-Nimeyri.
Dopo la scissione del Fronte islamico nazionale (NIF), il partito è stato diviso in due partiti. Il Movimento islamico guidato dal suo segretario Hassan al-Turabi e l'esercito comandato da Omar al-Bashir ha lanciato un colpo di stato militare contro il primo ministro Sadiq al-Mahdi e il presidente Ahmed al-Mirghani nel 1989. Omar al-Bashir, che divenne anche presidente del partiro e del Sudan presero il potere e iniziarono a istituzionalizzare la Sharia a livello nazionale.
Dopo un colpo di stato militare nel 1969, il presidente sudanese Gaafar Nimeiry abolì tutti gli altri partiti politici, dissolvendo di fatto i partiti islamici. Dopo la transizione politica nel 1985, Turabi ha riorganizzato l'ex partito nel Fronte Nazionale Islamico (FNI), che ha spinto per una costituzione islamista. L'FNI alla fine ha sostenuto un altro colpo di stato militare che ha portato al potere Omar al-Bashir, che ha pubblicamente appoggiato l'agenda islamista dell'FNI . La struttura del partito era composta a livello nazionale dalla Conferenza Generale, dal Consiglio della Shura e dal Consiglio di Leadership e dall'Ufficio Esecutivo.
Il PCN è stato istituito nel 1998 da figure politiche chiave del Fronte islamico nazionale (FNI) e da altri politici. Il governo del PCN è stato il più lungo nella storia sudanese contemporanea indipendente. È nato dall'attivismo studentesco islamista dei Fratelli Musulmani, passando per lo stesso jihadismo salafita rivoluzionario. Il partito ha seguito le ideologie dell'islamismo, del panarabismo e del nazionalismo arabo.
In occasione delle elezioni parlamentari del 2015 ha ottenuto 323 seggi su 426, ricevendo oltre il 75% dei voti.
Leader del partito è Omar Hasan Ahmad al-Bashir, capo dello Stato dal 1989 al 2019. Il partito è stato sciolto dopo il colpo di stato dell'aprile 2019. Tutte le proprietà del partito sono state confiscate ea tutti i membri del partito è stato impedito di partecipare alle elezioni o di ricoprire cariche per dieci anni.

## Formazione del partito
Con Omar al-Bashir che è diventato presidente del Sudan, il partito nazionale del congresso è stato istituito come l'unico partito politico legalmente riconosciuto nella nazione nel 1998, con la stessa ideologia dei suoi predecessori Fronte nazionale islamico (FNI) e del Revolutionary Command Council for National Salvation, di cui al-Bashir è stato presidente fino al 1993. Essendo l'unico partito politico nello stato, i suoi membri arrivarono rapidamente a dominare l'intero parlamento sudanese. Tuttavia, dopo che Hassan al-Turabi, il presidente del parlamento, ha presentato un disegno di legge per ridurre i poteri del presidente, spingendo al-Bashir a sciogliere il parlamento e dichiarare lo stato di emergenza, è iniziata a formarsi una spaccatura all'interno dell'organizzazione. Secondo quanto riferito, al-Turabi è stato sospeso dalla carica di presidente del partito dopo aver sollecitato il boicottaggio della campagna di rielezione del presidente. Poi, una fazione scissionista guidata da al-Turabi, il Partito del Congresso Nazionale Popolare (PCNP) che poco dopo è stato ribattezzato Partito del Congresso Popolare (PCP), ha firmato un accordo con l'Esercito popolare di liberazione del Sudan (EPLS), uno dei più grandi ribelli gruppi nel paese, il che ha portato al-Bashir a credere che stessero complottando per rovesciare lui e il governo. Al-Turabi è stato successivamente incarcerato nel 2000 con l'accusa di cospirazione prima di essere rilasciato nell'ottobre 2003.

## Approvazione dell'autonomia del Sud Sudan
Nel 2000, in seguito all'approvazione da parte del governo sudanese di elezioni democratiche boicottate dall'opposizione, si è fusa con il Partito delle forze lavoratrici dell'ex presidente Gaafar Nimeiry. Questa fusione si è successivamente disintegrata con il lancio del Partito dell'Unione socialista sudanese. L'utilità delle elezioni è stata messa in dubbio a causa del loro boicottaggio da parte del Partito Unionista Democratico (PUD) e del Partito Umma. A quelle elezioni legislative, nel dicembre 2000, il partito ha ottenuto 355 seggi su 360. Alle elezioni presidenziali dello stesso anno, il suo candidato Omar al-Bashir è stato rieletto con l'86,5% dei voti popolari. I membri del partito hanno continuato a dominare l'Unione degli avvocati e sono a capo della maggior parte dei sindacati degli studenti agricoli e universitari del Sudan. A seguito dell'accordo di pace globale con l'SPLM nel 2005, il governo sudanese dominato dal PNC ha concesso l'autonomia del Sudan meridionale per sei anni, a cui seguì un referendum sull'indipendenza nel 2011, ponendo così fine alla seconda guerra civile sudanese. Il Sud Sudan ha votato a favore della secessione.

## Guerra in Darfur
Dallo scoppio della guerra in Darfur nel 2004 tra il governo di Omar al-Bashir e gruppi ribelli come l'Esercito di liberazione sudanese (ELS) e il Movimento per la giustizia e l'uguaglianza (MGU), il PNC è stato quasi universalmente criticato per avere, tuttavia non ufficialmente, sostenuto le milizie arabe come i Janjaweed attraverso una campagna di omicidi, stupri e deportazioni contro i militanti così come la popolazione locale. A causa della guerriglia nella regione del Darfur, tra le 200.000 e le 400.000 persone sono state uccise, mentre oltre 2,5 milioni di persone sono state sfollate e le relazioni diplomatiche tra Sudan e Ciad sono peggiorate. Ciò ha portato la Corte penale internazionale (CPI) a incriminare il ministro di Stato per gli affari umanitari Ahmed Haroun e il presunto leader della milizia musulmana Janjawid Ali Mohammed Ali, noto anche come Ali Kushayb, in relazione alle atrocità nella regione. Il 14 luglio 2008 sono state annunciate dieci accuse penali contro il presidente Omar al-Bashir e successivamente è stato emesso un mandato di arresto.  A giugno 2019, al-Bashir, Haroun e Abdel Rahim Mohammed Hussein, anch'essi membro del Congresso nazionale e incriminati dalla CPI, erano detenuti dalle autorità sudanesi mentre il Consiglio militare di transizione deteneva il potere. Kushayb e Abdallah Banda, anch'essi incriminati dalla CPI, sono rimasti latitanti fino a giugno 2019.

## Elezioni del 2010
Nonostante il suo mandato d'arresto internazionale, il presidente Omar al-Bashir è rimasto il leader del PNC e il suo candidato alle elezioni presidenziali sudanesi del 2010, le prime elezioni con la partecipazione di più partiti politici in dieci anni. Il suo rivale politico era il vicepresidente Salva Kiir Mayardit, che era anche un leader dell'Esercito di liberazione del popolo sudanese e successivamente divenne presidente del Sud Sudan.

## Storia elettorale

### Elezioni presidenziali
| Elezione | Candidato      | Voti      | %      | Risultato |
| -------- | -------------- | --------- | ------ | --------- |
| 2000     | Omar al Bashir |           | 86,5%  | Eletto    |
| 2010     | Omar al Bashir | 6.901.694 | 68,24% | Eletto    |
| 2015     | Omar al Bashir | 5.252.478 | 94,05% | Eletto    |

### Elezioni dell'Assemblea Nazionale
| Elezione | Leader         | Voti      | %      | Seggi     | +/–     | Posizione | Esito                  |
| -------- | -------------- | --------- | ------ | --------- | ------- | --------- | ---------------------- |
| 2000     | Omar al Bashir |           |        | 350 / 360 | 350     | Primo     | Governo di maggioranza |
| 2010     | Omar al Bashir |           |        | 323 / 450 | 32      | Primo     | Governo di maggioranza |
| 2015     | Omar al Bashir | 3.915.590 | 78,32% | 323 / 426 | Stabile | Primo     | Governo di maggioranza |